# 強烈熱帶風暴艾利 (2016年)
強烈熱帶風暴艾利（英語：Severe Tropical Storm Aere，國際編號：1619，聯合颱風警報中心：WP222016，菲律賓大氣地球物理和天文服務管理局：Julian）為2016年太平洋颱風季第19個被命名的風暴。此風暴名稱由美國提供，是馬紹爾語的風暴之意。此名為第3次使用，對上兩次是分別在2004年和2011年，當中2004年颱風艾利曾侵襲臺灣並引發嚴重土石流災害。

## 發展過程
踏入2016年10月，熱帶輻合帶仍位處西北太平洋，活躍西南季候風與東北信風的輻合使一個低壓區在9月29日於密克羅尼西亞北面海域生成，美國海軍研究實驗室給予熱帶擾動編號99W。副熱帶高壓脊西南側的偏東氣流驅使其快速向西北偏西移動，以時速約25至30公里靠近呂宋海峽，由於菲律賓以東海域的能量被先前莫蘭蒂、馬勒卡、鮎魚和暹芭等風暴耗盡，水溫稍低不利發展，令系統強度連續多日徘徊低位，組織也顯得散亂。與此同時電腦數值預報的運算結果無論在強度還是路徑也搖擺不定，路徑不斷在橫過臺灣、逼近珠江口或移向海南之間反覆改變，強度則既有直逼颱風，也有未能加強的預測，而預期南下華南沿岸的東北季候風亦導致風暴動向倍添變數。幾經掙扎後該低壓區在10月4日開始有較明顯的對流爆發，日本氣象廳在當晚8時把該低壓區升為熱帶低氣壓，並在5日凌晨3時發出烈風警報，表示隨後1日內會發展成熱帶風暴。中國國家氣象中心在上午9時15分亦把該低壓區升為熱帶低壓，聯合颱風警報中心則在上午9時半發出熱帶氣旋形成警報，香港天文台也緊隨其後，在上午9時45分表示「位於呂宋以東海域的低壓區正逐漸增強，一個熱帶氣旋似乎在形成中」；此外臺灣中央氣象局更罕有地在風暴未命名時已率先在早上8時把該系統升為輕度颱風，是繼2001年颱風玉兔以來首次。因應系統螺旋性漸增，香港天文台在下午6時半把該低壓區升為熱帶低氣壓，聯合颱風警報中心在晚上11時亦作出此項升格，並給予熱帶氣旋編號22W；而日本氣象廳在翌日（6日）凌晨2時50分把該熱帶低氣壓正式升為熱帶風暴，並命名為艾利，給予國際編號「1619」，中國國家氣象中心到上午9時半跟隨。
艾利繼續穩定西進，橫過呂宋海峽並移入南海東北部，該區在莫蘭蒂活躍期間海水能量未有大量消耗，水溫仍維持在攝氏30度，支援艾利的發展；但受到偏強的垂直風切變抑制，衞星雲圖上可見艾利的對流薄弱，組織仍然鬆散，低層環流中心暴露，系統南面的外圍雨帶更從中心處鬆脫，使其環流大幅縮小，香港天文台和聯合颱風警報中心因而分別延後至下午6時半和晚上11時，當艾利有更強烈對流活動，以及東沙島浮標實測錄得烈風時，才把艾利升為熱帶風暴。各官方部門均預計艾利會在香港東南面300公里內緩慢移動甚至停滯不前，原因是副熱帶高壓脊、帶來東北季候風的華北高壓區，以及中南半島上空的赤道反氣旋將形成鞍形氣壓場，引導氣流大幅削弱。往後的預報路徑亦分成兩派，既有出現較明顯南向量，直逼海南一帶，亦有移向雷州半島，誤差範圍更遍及廣東沿岸。10月7日早上艾利一如所料陷入鞍形場而明顯減速，至下午再緩緩向北漂移，同時南海東北部垂直風切變減弱，令艾利更有效吸收能量和改善組織，對流雲帶進一步捲入中心，開始組成中心密集雲團，日本氣象廳率先在下午2時50分把艾利升為強烈熱帶風暴，而中國國家氣象中心也在20分鐘後（下午3時10分）緊接把艾利升為強熱帶風暴。但由於艾利間中爆發的對流只屬曇花一現，未能長久維持，加上香港政府飛行服務隊派出定翼機往艾利中心收集數據，結果未有錄得暴風風力，因此香港天文台最終只把艾利的中心風力評為熱帶風暴上限，沒有把艾利進一步升格。
10月8日艾利向偏東北緩行，午後其強度已經開始回落，中心密集雲團有跡象瓦解，日本氣象廳在晚上8時45分把艾利降為熱帶風暴，中國國家氣象中心在當晚11時半跟隨；可是到9日午夜後艾利重新組織，中國國家氣象中心於凌晨5時再次把艾利升為強熱帶風暴。當日艾利仍然幾乎停留不動，長時間原地打轉大量消耗海水能量，較深處的冷水通過對流作用上翻，能量供應逐漸下降，加上東北季候風補充再次帶來較強勁的垂直風切變，最終艾利無法再進一步發展，轉向西南移動之際，深層對流被切離，中國國家氣象中心在晚上10時20分把艾利降回熱帶風暴；香港天文台和日本氣象廳更先後於10日早上7時45分和上午9時正把艾利降為熱帶低氣壓，聯合颱風警報中心到上午11時亦作出此項降格，並對艾利首度發出最後警報，後來中國國家氣象中心在下午5時正亦把艾利降為熱帶低壓。各部門開始預計艾利未能進逼海南一帶，只能於海上消散，香港天文台更預料艾利尚未橫越香港正南方便減弱為低壓區。最後中國國家氣象中心在晚上8時20分表示艾利減弱消散，對其停止編號，而香港天文台在晚上9時半把艾利降為低壓區。11日艾利的中心繼續受東北季候風摧殘，中心附近深層對流盡失，只餘下一個徹底暴露且極淺薄的低層環流中心，日本氣象廳終在翌晨（12日）8時把艾利降為低壓區。
可是艾利的生命史尚未告終，隨著其殘餘低壓區向西南推進至海南島以南水域，原先脫離系統並遺留在該處的強烈雲帶重新捲入艾利的殘餘系統，修復低層環流中心並重建中心附近之深層對流，且再次接上西南季候風，恢復水汽供應，同時該海域的水溫亦較高，支援艾利重新發展。日本氣象廳到13日凌晨2時把艾利的殘餘低壓區再度升為熱帶低氣壓，至下午3時15分再次對其發出烈風警報；聯合颱風警報中心亦在上午11時對艾利重新發佈，中國國家氣象中心和香港天文台緊接在上午11時05分和下午12時半把艾利之殘餘低壓區再度升為熱帶低氣壓，然而該兩部門一度把重新升格的艾利視為一個全新熱帶氣旋處理，當中香港天文台於事後報告中修正。不過艾利穩步西進，登陸越南中部在即，其發展空間變得有限，聯合颱風警報中心於晚上11時再一次對艾利發出最後警報，日本氣象廳也在14日午夜12時撤銷烈風警報。艾利於凌晨2時登陸越南中部，之後西移深入中南半島，並受地形摩擦而再度減弱，香港天文台在當晚9時半把艾利降為低壓區，而日本氣象廳在15日凌晨2時表示艾利減弱消散。

## 影響

### 菲律賓
當地發佈之最高風暴信號：二號風暴信號
由於艾利高速移向呂宋海峽，預計將為該區帶來不穩定天氣，菲律賓大氣地球物理和天文服務管理局在10月5日上午11時發出一號風暴信號，當時艾利集結在巴士古之東南偏東約465公里。艾利入夜後加強為一熱帶風暴，當局在晚上11時對巴丹群島、巴布延群島發出二號風暴信號，當時艾利移至巴士古之東南偏東約175公里。

### 臺灣
| 彭佳嶼 · 11.3 m/s板橋 · －鞍部 · 6.3 m/s竹子湖 · 3.2 m/s淡水 · 3.8 m/s基隆 · 6.2 m/s臺北 · 7.1 m/s新屋 · －新竹 · 5.3 m/s宜蘭 · 7.3 m/s蘇澳 · 8.9 m/s花蓮 · 5.4 m/s成功（新港） · 6.6 m/s臺東 · 5.3 m/s大武 · 6.1 m/s蘭嶼 · 15.4 m/s臺中 · 2.6 m/s梧棲 · 8.4 m/s日月潭 · 5.4 m/s阿里山 · 1.8 m/s嘉義 · 3.6 m/s玉山 · 21.6 m/s臺南 · 4.3 m/s高雄 · 4.4 m/s恆春 · 8.5 m/s澎湖 · 6.8 m/s東吉島 · 10.6 m/s金門 · 7.6 m/s馬祖 · 8.2 m/s 中華民國交通部中央氣象署署屬氣象測站測得最大持續風力。圖例： · 無數據 · 測得5級風或以下 · 測得6至7級風 · 測得8至9級風 | 彭佳嶼 · 18.9 m/s板橋 · －鞍部 · 18.1 m/s竹子湖 · 11.5 m/s淡水 · 12.8 m/s基隆 · 12.4 m/s臺北 · 15.1 m/s新屋 · －新竹 · 17.6 m/s宜蘭 · 12.9 m/s蘇澳 · 14 m/s花蓮 · 11.5 m/s成功（新港） · 14.9 m/s臺東 · 12 m/s大武 · 16.4 m/s蘭嶼 · 35.2 m/s臺中 · 6.1 m/s梧棲 · 15.6 m/s日月潭 · 14.2 m/s阿里山 · 8.9 m/s嘉義 · 6 m/s玉山 · 30.6 m/s臺南 · 7.2 m/s高雄 · 7.6 m/s恆春 · 21.1 m/s澎湖 · 15.7 m/s東吉島 · 15.9 m/s金門 · 17.5 m/s馬祖 · 20.7 m/s 中華民國交通部中央氣象署署屬氣象測站測得最大陣風。圖例： · 無數據 · 測得5級風或以下 · 測得6至7級風 · 測得8至9級風 · 測得10至11級風 · 測得12至15級風 |

當地發布之颱風警報：海上颱風警報
艾利在10月5日早上增強為輕度颱風，並迅速向呂宋海峽一帶移動，研判將為臺灣周遭外島帶來強風。交通部中央氣象局在上午11時半，即艾利位於鵝鑾鼻之東南東約580公里時，對臺灣東南部海面、蘭嶼、綠島、巴士海峽及東沙發布海上颱風警報。氣象局表示沿海地區會有長浪，另外受艾利的外圍雨帶影響，花東地區、宜蘭、屏東、恆春半島有大雨。艾利在翌晨（6日）8時最接近臺灣本島，在鵝鑾鼻之西南偏南約160公里掠過。隨著艾利西移遠離，氣象局於上午11時半表示在下午解除颱風警報，最終在下午2時半，即艾利移至東沙以東約230公里時，解除所有颱風警報。但艾利東面的雨帶不斷移入東臺灣，導致花蓮縣、臺東縣仍有超大豪雨發生，再加上當晚11時52分，臺東外海發生的地震，引發多處坍方、落石、土石流、溪水暴漲及淹水等災情，其中包括花蓮車站、臺東車站、等；翌晨（7日）8時45分，臺鐵鹿野－山里間受雨勢影響，路樹倒塌壓到電車線，造成電車線斷電，二小時後才搶修完成，共影響8列次、旅客約1179人；此外海端鄉霧鹿村長余元龍更在巡視當地災況時遭土石掩埋不幸殉職。諸多災情導致花蓮縣政府及臺東縣政府緊急宣布7日下午停班停課，並成立一級防災應變中心。
隔天（8日）氣象局持續對基隆市、南投縣、高雄市發布大雨特報，新北市、屏東縣、宜蘭縣發布豪雨特報，花蓮縣、臺東縣發布超大豪雨特報，並於全臺（除臺北市、嘉義市）發布陸上強風特報。當日臺鐵南迴線行駛期間遭逢土石流，臺鐵隨即成立一級應變小組緊急搶修土石流所影響的鐵路區段。由於連日豪雨，臺東縣卑南鄉富源山區土石含水量飽和，該區從7日至8日期間持續地滑，4戶民宅遭地形撕裂，道路更是從上往下位移30米，直至該日下午因當地災情嚴重，住戶紛紛撤離。艾利對花東影響趨緩後，東北季風南下，其共伴效應為貢寮區吉林國小帶來近2000毫米的驚人累積雨量。

### 中國大陸
當地發佈之最高颱風預警信號： 颱風藍色預警信號
因應艾利在10月6日早上移入南海並增強為熱帶風暴，中國國家氣象中心在上午10時發佈颱風藍色預警信號，當時艾利集結在香港之東南偏東約640公里。國家氣象中心特別提到，受南下冷空氣影響，艾利的強度和路徑變化存在較大不確定性。艾利隨後連續4日徘徊南海東北部，於汕頭南面200公里外掠過，兩度達強熱帶風暴級數，但因環流緊密細小，最終對廣東東部沿岸影響不大，當地間中吹6至7級東北風。隨著艾利在10月10日減弱為熱帶低壓，國家氣象中心在下午6時解除所有颱風預警信號，當時艾利移至香港之東南偏東約320公里。

### 香港
當地發出之最高熱帶氣旋警告信號： 一號戒備信號
艾利於10月5日傍晚增強為熱帶低氣壓，香港天文台在下午6時35分發出「特別天氣提示」，指出艾利會在隨後一兩日橫過南海北部，由於艾利環流緊密細小，因此較接近香港時才會帶來顯著影響；艾利往後動向存在不確定性，該系統與隨後南下的東北季候風之互動為關鍵因素，天文台將密切監察。天文台於10月6日上午10時更新「特別天氣提示」，表示當晚考慮發出熱帶氣旋警告信號。天文台在晚上8時40分發出一號戒備信號，當時艾利集結在香港之東南偏東約420公里。天文台預料艾利的移動速度將會減慢，隨後數日其動向存在頗大變數，但在翌晨發出三號信號機會不大，後於10月7日早上7時45分表示當日日間發出三號信號機會較低，並提醒市民未來數日離岸及香港以南海域風浪會較大。而艾利當日下午停留不動，加上香港主要吹北風，受山形屏蔽影響，普遍風力不大，僅有幾陣狂風驟雨，天文台於下午4時45分表示當晚及翌晨（8日）發出三號信號機會較低。艾利於當晚8時最接近香港，在香港之東南偏東約260公里掠過。天文台在10月8日凌晨4時45分表示由於預料艾利會在香港200多公里外徘徊，一號信號可能仍需維持一段時間，並排除發出三號信號的機會。隨著艾利當日下午改為向東北方向緩慢移動並轉趨減弱，天文台在下午4時45分表示會視乎艾利的動向及強度變化，考慮是否需要維持一號信號。艾利繼續向偏東北緩行，短期內對香港的威脅不大，加上香港逐漸受東北季候風補充影響，天文台在晚上10時45分表示會在短期內考慮取消所有熱帶氣旋警告信號；但晚上高地持續受強風影響，離岸亦間中吹強風，天文台直至9日凌晨3時45分才取消所有熱帶氣旋警告信號，當時艾利移至香港之東南偏東約330公里。天文台表示，預料艾利在當日與香港保持超過300公里距離，除非艾利明顯加強或移近香港，否則天文台將視乎風勢決定是否發出強烈季候風信號。

### 澳門
當地懸掛之最高熱帶氣旋信號： 一號風球
隨著艾利增強為熱帶風暴並移入南海北部，地球物理暨氣象局在10月6日下午表示考慮當晚懸掛熱帶氣旋信號。氣象局在10月7日凌晨12時15分懸掛一號風球，當時艾利集結在澳門之東南偏東約470公里。氣象局預料日間懸掛較高風球機會不大。後於當日下午4時表示晚間改掛較高風球機會不大。氣象局在10月8日先後於凌晨4時及下午4時分別表示日間及當日懸掛較高風球機會不大。氣象局在10月9日凌晨4時05分表示一號風球將維持一段時間，後於上午9時45分表示考慮在未來數小時除下所有風球。澳門氣象局於下午1時半除下所有風球，當時艾利集結在澳門以東約420公里。

## 熱帶氣旋警告使用紀錄

### 菲律賓
| 菲律賓大氣地球物理和天文服務管理局 風暴信號 | 菲律賓大氣地球物理和天文服務管理局 風暴信號 | 菲律賓大氣地球物理和天文服務管理局 風暴信號 |
| ------------------------------------------- | ------------------------------------------- | ------------------------------------------- |
| 上一熱帶氣旋                                | 一號風暴信號                                | 下一熱帶氣旋                                |
| 颱風鮎魚                                    | 一號風暴信號                                | 颱風莎莉嘉                                  |
| 颱風鮎魚                                    | 二號風暴信號                                | 颱風莎莉嘉                                  |

### 臺灣
| 交通部中央氣象局 颱風警報 | 交通部中央氣象局 颱風警報 | 交通部中央氣象局 颱風警報 |
| ------------------------- | ------------------------- | ------------------------- |
| 上一熱帶氣旋              | 海上颱風警報              | 下一熱帶氣旋              |
| 中度颱風梅姬              | 海上颱風警報              | 中度颱風尼莎              |

### 中國大陸
| 中國國家氣象中心 颱風預警信號 | 中國國家氣象中心 颱風預警信號 | 中國國家氣象中心 颱風預警信號 |
| ----------------------------- | ----------------------------- | ----------------------------- |
| 上一熱帶氣旋                  | 颱風藍色預警信號              | 下一熱帶氣旋                  |
| 超強颱風暹芭                  | 颱風藍色預警信號              | 強熱帶風暴蝎虎                |

### 香港
| 香港天文台 熱帶氣旋警告信號 | 香港天文台 熱帶氣旋警告信號 | 香港天文台 熱帶氣旋警告信號 |
| --------------------------- | --------------------------- | --------------------------- |
| 上一熱帶氣旋                | 一號戒備信號                | 下一熱帶氣旋                |
| 強颱風鮎魚                  | 一號戒備信號                | 超強颱風莎莉嘉              |

### 澳門
| 地球物理暨氣象局 熱帶氣旋信號 | 地球物理暨氣象局 熱帶氣旋信號 | 地球物理暨氣象局 熱帶氣旋信號 |
| ----------------------------- | ----------------------------- | ----------------------------- |
| 上一熱帶氣旋                  | 一號風球                      | 下一熱帶氣旋                  |
| 颱風莫蘭蒂                    | 一號風球                      | 颱風莎莉嘉                    |

## 外部連結
| 太平洋颱風季             |
| 主題頁 - 專題 - 編輯指南 |

- （英文）颱風2000：各氣象部門對艾利的預測路徑集合 （页面存档备份，存于）
- （英文）美國太空總署：相關資料 （页面存档备份，存于）
- （日語）日本氣象廳：數位颱風網資料（日文版 （页面存档备份，存于）、英文版 （页面存档备份，存于））、1619最佳路徑數據（日文版 （页面存档备份，存于）、英文版 （页面存档备份，存于））、2016年熱帶氣旋最佳路徑圖（日文版 （页面存档备份，存于）、英文版 （页面存档备份，存于））、2016年熱帶氣旋最佳路徑數據 （页面存档备份，存于）、《2016年熱帶氣旋年刊》 （页面存档备份，存于）
- （英文）美國聯合颱風警報中心：22W路徑數據 （页面存档备份，存于）、艾利路徑圖、《2016年熱帶氣旋年刊》 （页面存档备份，存于）
- （英文）美國海軍研究實驗室：22W檔案 （页面存档备份，存于）
- （简体中文）中國國家氣象中心：2016年熱帶氣旋最佳路徑數據 （页面存档备份，存于）
- （繁體中文）臺灣交通部中央氣象局：颱風資料庫——艾利、艾利最佳路徑圖
- （繁體中文）香港天文台：艾利報告 （页面存档备份，存于）、2016年10月熱帶氣旋概述 （页面存档备份，存于）、2016年10月天氣回顧 （页面存档备份，存于）、實時天氣稿（10月5日 （页面存档备份，存于）－6日 （页面存档备份，存于）－7日 （页面存档备份，存于）－8日 （页面存档备份，存于）－9日 （页面存档备份，存于）－10日 （页面存档备份，存于）－13日－14日）、《2016熱帶氣旋年刊》 （页面存档备份，存于）
- （繁體中文）澳門地球物理暨氣象局：2016熱帶氣旋年報：熱帶風暴艾利
- （英文）菲律賓大氣地球物理和天文管理局：熱帶氣旋發佈存檔 （页面存档备份，存于）、《2016年熱帶氣旋路徑年報》 （页面存档备份，存于）